# Nathan Juran
Nathan Juran, conosciuto anche come Nathan Hertz, pseudonimo di Naftuli Hertz Juran (Gura Humora, 1º settembre 1907 – Palos Verdes Estates, 23 ottobre 2002), è stato uno scenografo e regista austriaco naturalizzato statunitense.

## Biografia
Naftuli Hertz Juran nacque a Gura Humora nell'allora Impero Austro-Ungarico (oggi Romania) da una famiglia ebrea. Si trasferì negli Stati Uniti al seguito della famiglia nel 1912, stabilendosi a Minneapolis in Minnesota. Si laureò in architettura all'Università del Minnesota e frequentò il prestigioso MIT di Cambridge nel Massachusetts, ottenendo una specializzazione. Con il settore edile fermo a causa della Grande depressione, Juran si trasferì a Los Angeles negli anni 30 in cerca di lavoro. 
Entrò nell'industria cinematografica, quando venne assunto nel dipartimento artistico della RKO Radio Pictures. Nel 1936 venne poi ingaggiato dalla Metro-Goldwyn-Mayer, lavorando al film Giulietta e Romeo. Passato successivamente alla 20th Century Fox, Juran vinse nel 1942 il Premio Oscar alla migliore scenografia per il film Com'era verde la mia valle. Negli anni cinquanta diresse film come Attack of the 50 Foot Woman (1958), in occasione del quale si firmò come "Nathan Hertz", e Il 7º viaggio di Sinbad (1958). Nei primi anni sessanta soggiornò in Europa, dove diresse diversi film di avventura e western. Nel 1999 ricevette il premio alla carriera dall'Academy of Science Fiction, Fantasy & Horror Films.

## Vita privata
Si è sposato con Catherine Juran, da cui ha avuto un figlio.

## Filmografia

### Regista

#### Cinema
- Il mistero del castello nero (The Black Castle, 1952)
- Il dominatore del Texas (Gunsmoke, 1953)
- Il giustiziere (Law and Order, 1953)
- La spada di Damasco (The Golden Blade, 1953)
- I senza legge (Tumbleweed, 1953)
- FBI operazione Las Vegas (Highway Dragnet, 1954)
- The Big Moment (1954)
- Al di là del fiume (Drums Across the River, 1954)
- La trama del delitto (The Crooked Web, 1955)
- La mantide omicida (The Deadly Mantis, 1957)
- Le pantere dei mari (Hellcats of the Navy, 1957)
- A 30 milioni di km. dalla Terra (20 Million Miles to Earth, 1957)
- The Brain from Planet Arous (1957)
- Le imprese di una spada leggendaria (1958)
- Attack of the 50 Foot Woman (1958)
- Il 7º viaggio di Sinbad (The 7th Voyage of Sinbad, 1958)
- Domani m'impiccheranno (Good Day for a Hanging, 1959)
- Mantelli e spade insanguinate (1959)
- Il tesoro segreto di Cleopatra (Flight of the Lost Balloon, 1961)
- L'ammazzagiganti (Jack the Giant Killer, 1962)
- L'avventuriero di re Artù (Siege of the Saxons, 1963)
- Base Luna chiama Terra (First Men in the Moon, 1964)
- La rivolta del Sudan (East of Sudan, 1964)
- Bruciatelo vivo! (Land Raiders, 1969)
- Mai con la luna piena (The Boy Who Cried Werewolf, 1973)

#### Televisione
- Furia (Fury) – serie TV, un episodio (1955)
- Frida (My Friend Flicka) – serie TV, 5 episodi (1955-1956)
- I tre moschettieri – serie TV (1956)
- Crossroads – serie TV, 5 episodi (1956)
- Frances Langford Presents – serie TV (1959)
- World of Giants – serie TV, 4 episodi (1959)
- Men Into Space – serie TV, 4 episodi (1959-1960)
- A Man Called Shenandoah – serie TV, 6 episodi (1965-1966)
- Viaggio in fondo al mare (Voyage to the Bottom of the Sea) – serie TV, 3 episodi (1965-1966)
- Kronos - Sfida al passato (The Time Tunnel) – serie TV, 5 episodi (1966-1967)
- Lost in Space – serie TV, 13 episodi (1965-1968)
- La terra dei giganti (Land of the Giants) – serie TV, 5 episodi (1968-1970)
- Daniel Boone – serie TV, 29 episodi (1965-1970)

### Scenografo
- La zia di Carlo (Charley's Aunt) (1941)
- La ribelle del Sud (Belle Starr) (1941)
- Com'era verde la mia valle (How Green Was My Valley) (1941)
- Situazione pericolosa (I Wake Up Screaming) (1941)
- A Gentleman at Heart (1942)
- I cavalieri azzurri (Ten Gentlemen from West Point) (1942)
- The Loves of Edgar Allan Poe, regia di Harry Lachman (1942)
- Dr. Renault's Secret (1942)
- That Other Woman (1942)
- Il filo del rasoio (The Razor's Edge) (1946)
- Orchidea bianca (The Other Love) (1947)
- Anima e corpo (Body and Soul) (1947)
- Per te ho ucciso (Kiss the Blood Off My Hands) (1948)
- Tulsa (1949)
- Quella meravigliosa invenzione (Free for All) (1949)
- Chicago, bolgia infernale (Undertow) (1949)
- Winchester '73 (1950)
- Il deportato (Deported, 1950)
- Harvey (1950)
- Vittoria sulle tenebre (Bright Victory) (1951)
- La campana del convento (Thunder on the Hill) (1951)
- È scomparsa una bambina (Reunion in Reno) (1951)
- Non cedo alla violenza (Cave of Outlaws) (1951)
- Alan, il conte nero (The Strange Door) (1951)
- Il canto dell'uomo solitario (Meet Danny Wilson) (1951)
- Là dove scende il fiume (Bend of the River) (1952)
- La frontiera indomita (Untamed Frontier) (1952)

### Sceneggiatore
- La bara del dottor sangue (Doctor Blood's Coffin) (1961)
- Boy Who Caught a Crook (1961)
- Il tesoro segreto di Cleopatra (Flight of the Lost Balloon) (1961)
- L'ammazzagiganti (Jack the Giant Killer) (1962)
- Daniel Boone – serie TV, 1 episodio (1969)

### Produttore
- Il tesoro segreto di Cleopatra (Flight of the Lost Balloon, 1961)
- La rivolta del Sudan (East of Sudan, 1964)

### Assistente regista
- Cyrano e D'Artagnan (Cyrano et d'Artagnan, 1964)